# Broadmoor
Broadmoor és una població dels Estats Units a l'estat de Califòrnia. Segons el cens del 2000 tenia 4.026 habitants.

## Demografia
Segons el cens del 2000, Broadmoor tenia 4.026 habitants, 1.275 habitatges, i 984 famílies. La densitat de població era de 3.454,3 habitants per km².
Dels 1.275 habitatges en un 34,9% hi vivien nens de menys de 18 anys, en un 60% hi vivien parelles casades, en un 13% dones solteres, i en un 22,8% no eren unitats familiars. En el 16,2% dels habitatges hi vivien persones soles el 8,6% de les quals corresponia a persones de 65 anys o més que vivien soles. El nombre mitjà de persones vivint en cada habitatge era de 3,11 i el nombre mitjà de persones que vivien en cada família era de 3,48.
Per edats la població es repartia de la següent manera: un 23,2% tenia menys de 18 anys, un 7,4% entre 18 i 24, un 27,6% entre 25 i 44, un 26,7% de 45 a 60 i un 15,1% 65 anys o més.
L'edat mediana era de 40 anys. Per cada 100 dones de 18 o més anys hi havia 90 homes.
La renda mediana per habitatge era de 69.836 $ i la renda mediana per família de 71.250 $. Els homes tenien una renda mediana de 47.700 $ mentre que les dones 37.784 $. La renda per capita de la població era de 24.608 $. Entorn del 3,9% de les famílies i el 5,1% de la població estaven per davall del llindar de pobresa.

## Poblacions més properes
El següent diagrama mostra les poblacions més properes.